# Lovász (családnév)
A Lovász régi magyar családnév. Foglalkozás név: hátaslovak gondozója.

## Híres Lovász nevű személyek
- Lovász Béla (1927–2021) magyar labdarúgó, csatár
- Lovász Ferenc (1967) válogatott magyar labdarúgó, csatár
- Lovász Gyöngyi (1959) válogatott magyar labdarúgó, középpályás
- Lovász Irén (1961) magyar etnográfus, folklorista, énekes, egyetemi tanár
- Lovász Krisztina (1970) erdélyi származású író, költő
- Lovász László (1948) magyar matematikus, akadémikus, egyetemi tanár
- Lovász Zsuzsanna (1976) válogatott magyar kézilabdázó